# Dzielnica (powiatu)
Dzielnica – w latach 1952–1957 najniższa (obok miast i gmin, a od 1954 – miast, osiedli i gromad) jednostka podziału administracyjnego Polski, funkcjonująca jedynie na terenie miejsko-uzdrowiskowego powiatu Otwock.
Dzielnice zostały wprowadzone 1 lipca 1952 wraz z utworzeniem miejsko-uzdrowiskowego powiatu Otwock jako części składowe tego powiatu. Jego stolica, Otwock, posiadała prawa miejskie i zachowała status miasta.
Organem wykonawczym dzielnicy była Dzielnicowa Rada Narodowa, choć przejściowo zachowywały one organizację Gminnych Rad Narodowych.
29 września 1954 roku w miejsce dotychczasowych gmin wprowadzono gromady jako podstawowe jednostki administracyjne PRL na terenie wszystkich powiatów, z wyjątkiem powiatu miejsko-uzdrowiskowego Otwock, w którym zachowano podział na dzielnice.
Wraz z likwidacją powiatu miejsko-uzdrowiskowego Otwock 1 stycznia 1958 roku, jednostka dzielnica (powiatu) przestała istnieć.